# Hôtel des Invalides

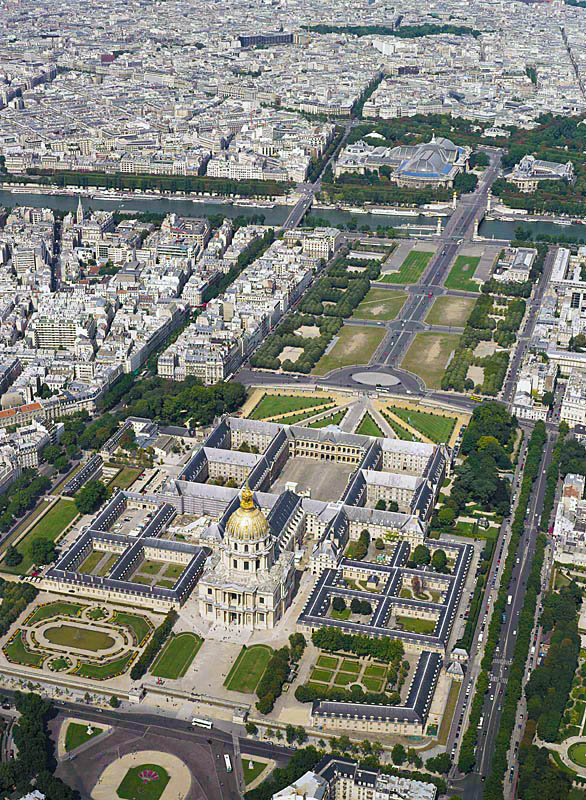
Hôtel des Invalides.

Hôtel des Invalides är ett byggnadskomplex i Paris sjunde arrondissement. Det innehåller museum och monument relaterade till Frankrikes militärhistoria, men även ett sjukhus och pensionärshem för krigsveteraner, vilket är byggnadens grundsyfte. Byggnadskomplexets mest framträdande del är Invaliddomen, det kupolförsedda och centralt placerade kapellet.
I byggnaderna finns dessutom Musée de l'Armée – Franska arméns militärmuseum, Musée des Plans-Reliefs och Musée d'Histoire Contemporaine, samt begravningsplatser åt flera franska krigshjältar, inklusive Napoleon I. 

## Historia
Ludvig XIV var initiativtagaren till projektet efter en order daterad 24 november 1670, som ett hem och sjukhus för åldrade och sjukliga soldater (därav namnet). Arkitekt till byggnaderna var Libéral Bruant. Platsen för byggnation var en förstad till Paris under 1600-talet. När projektet slutfördes 1676 hade en vallgrav på 196 meter byggts och byggnadskomplexet bestod av 15 gårdsplaner – den största var cour d'honneur för militärparader.
Ett kapell byggdes till och stod klart 1679. Designen gjordes av den åldrande Bruant med hjälp av Jules Hardouin Mansart. Kapellet kallas Église Saint-Louis des Invalides eller "Invaliddomen".
Kort efter att kapellet stod klart lät Ludvig XIV Mansart konstruera ett separat privat kungligt kapell som ofta kallas Église du Dôme på grund av dess mest framstående kännetecken. Inspirerad av Peterskyrkan i Rom är det en av de främsta byggnaderna inom den franska barockens arkitektur. Kupolkapellet är centralt placerat vid cour d'honneur. Det stod klart 1708. Kupolens interiör målades av Le Bruns lärling Charles de La Fosse och var klart 1705.

## Gravvårdar

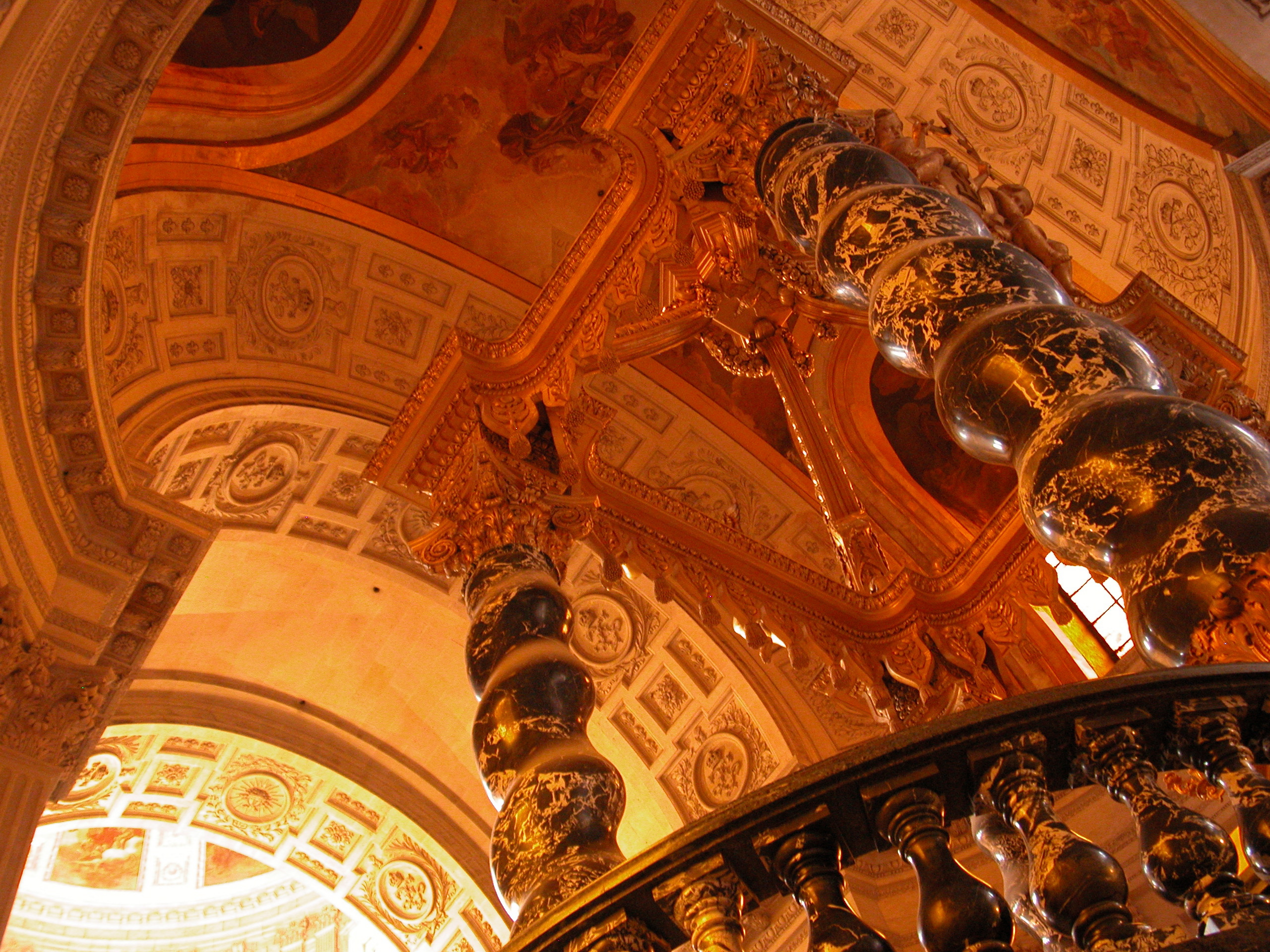
Tak i Hôtel des Invalides.

Den mest anmärkningsvärda gravvården i Hôtel des Invalides är den för Napoleon I (1769–1821). Napoleon var först begravd på Sankta Helena men kung Ludvig Filip I ordnade så att Napoleons kvarlevor flyttades till Paris 1840. Efter en renovering flyttades Napoleon 1861 till den mest framträdande platsen under kupolen.
Hôtel des Invalides är en populär turistattraktion idag och hyser flera begravningsplatser åt några medlemmar ur Napoleons familj, flera militära officerare som tjänstgjorde under honom, samt andra franska militära hjältar som till exempel:
- Henri Gratien Bertrand (1773–1844) – Armégeneral under första kejsardömet som följde Napoleon till Elba och sedan Sankta Helena. Han förde Napoleons kropp tillbaka till Frankrike 1840.
- Joseph Bonaparte (1768–1844) – Napoleons äldre bror.
- Jérôme Bonaparte (1784–1860) – Napoleons yngre bror.
- Napoleon II (1811–1832) – Napoleons son.
- Napoleon IV (1856–1879) – Napoleon III:s son.
- Thomas Robert Bugeaud de la Piconnerie (1784–1849) – Marskalk av Frankrike och erövrare av Algeriet.
- François Certain Canrobert (1809–1895) – Marskalk av Frankrike.
- Geraud Duroc (1774–1813) – General som stred med Napoleon.
- Claude Joseph Rouget de Lisle (1760–1836) – Armékapten och författare till Frankrikes nationalsång Marseljäsen.
- Ferdinand Foch (1851–1929) – Marskalk av Frankrike och allierad överbefälhavare under första världskriget.
- Henri de la Tour d'Auvergne de Turenne (1611–1675) – Mer känd som Turenne, markskalkgeneral av Frankrike under Ludvig XIV och en av Frankrikes största militära ledare.
- Sébastien Le Prestre de Vauban (1633–1707) – Designade Ludvig XIV:s militära fortifikationer.
- Pierre Roques (1856–1920) – Grundare av Frankrikes flygvapen och krigsminister 1916.
- Philippe Leclerc (1902–1947) – Marskalk av Frankrike, hjälte från andra världskriget, befälhavare över den kända 2. pansardivisionen.
- Jean de Lattre de Tassigny (1889–1952) – Marskalk av Frankrike, befälhavare över franska 1. armén under andra världskriget.

## Olympiska spelen 2024
Inför de olympiska sommarspelen 2024 i Paris byggdes här en tillfällig arena med en publikkapacitet på 8 000. Här hölls tävlingar i bågskytte samt starten för tempolopp på cykel och målgång i maraton. 

## Kommunikationer
I närheten ligger underjordiska stationen Invalides som trafikeras av Paris pendeltåg samt Paris metro.

## Bildgalleri

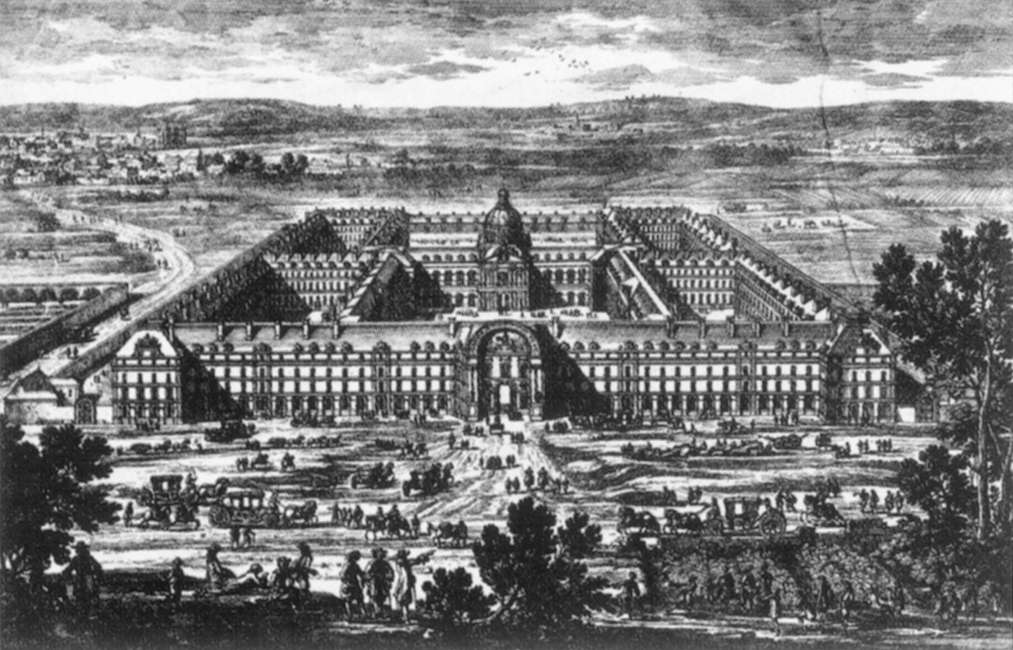
Vy med perspektivbild av Hôtel des Invalides (Hôtel de Mars), gravyr av Gabriel Perelle från 1600-talets andra halva hälft. Bibliothèque nationale de France (BnF), Paris.
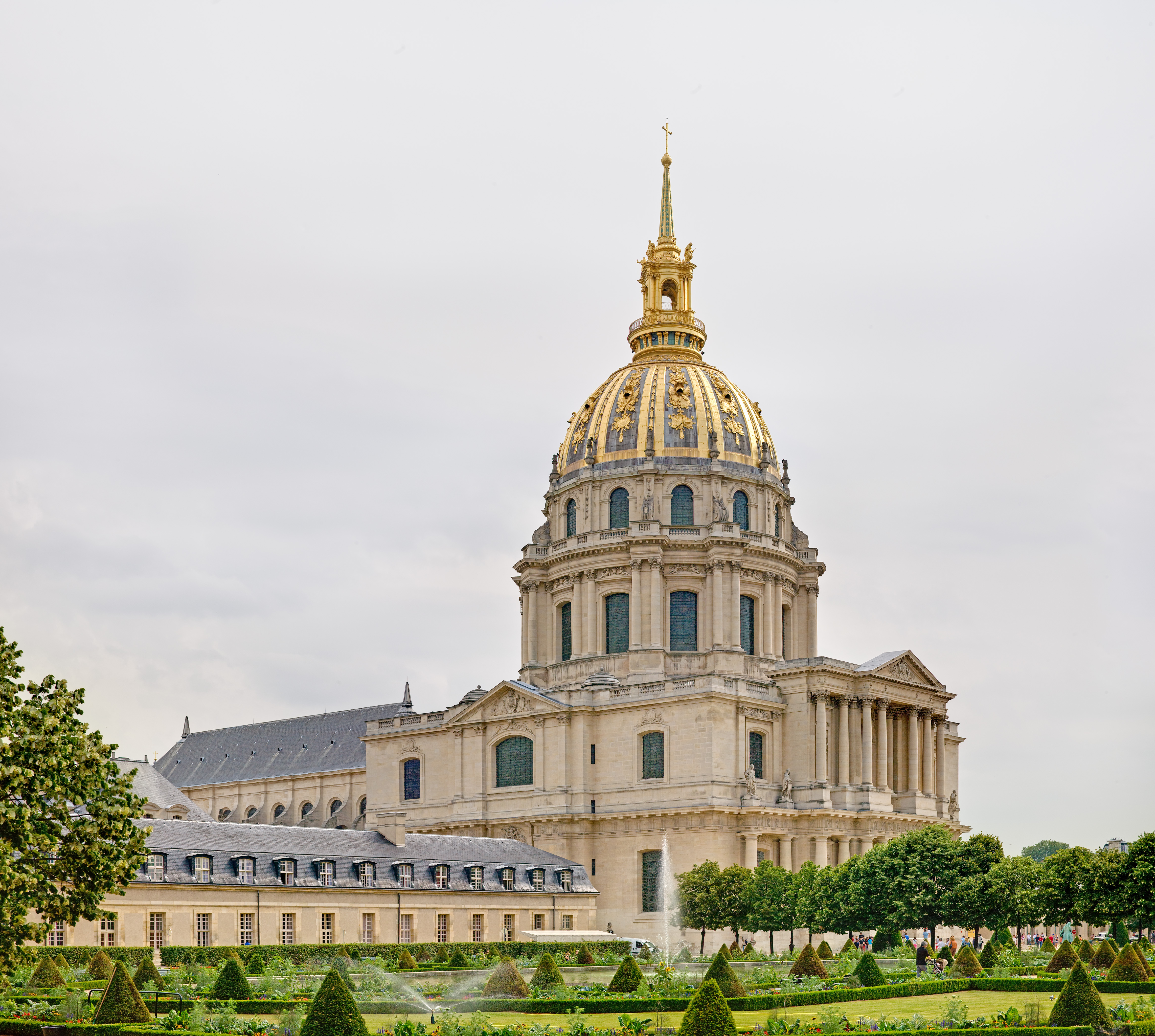
Kapellet Église du Dôme i Hôtel des Invalides.
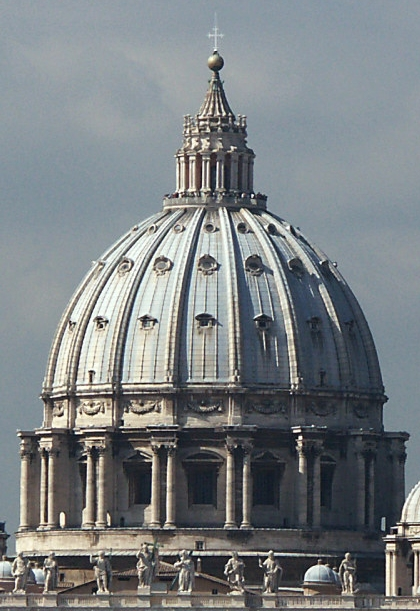
Peterskyrkan i Rom som gav inspiration till Église du Dôme.
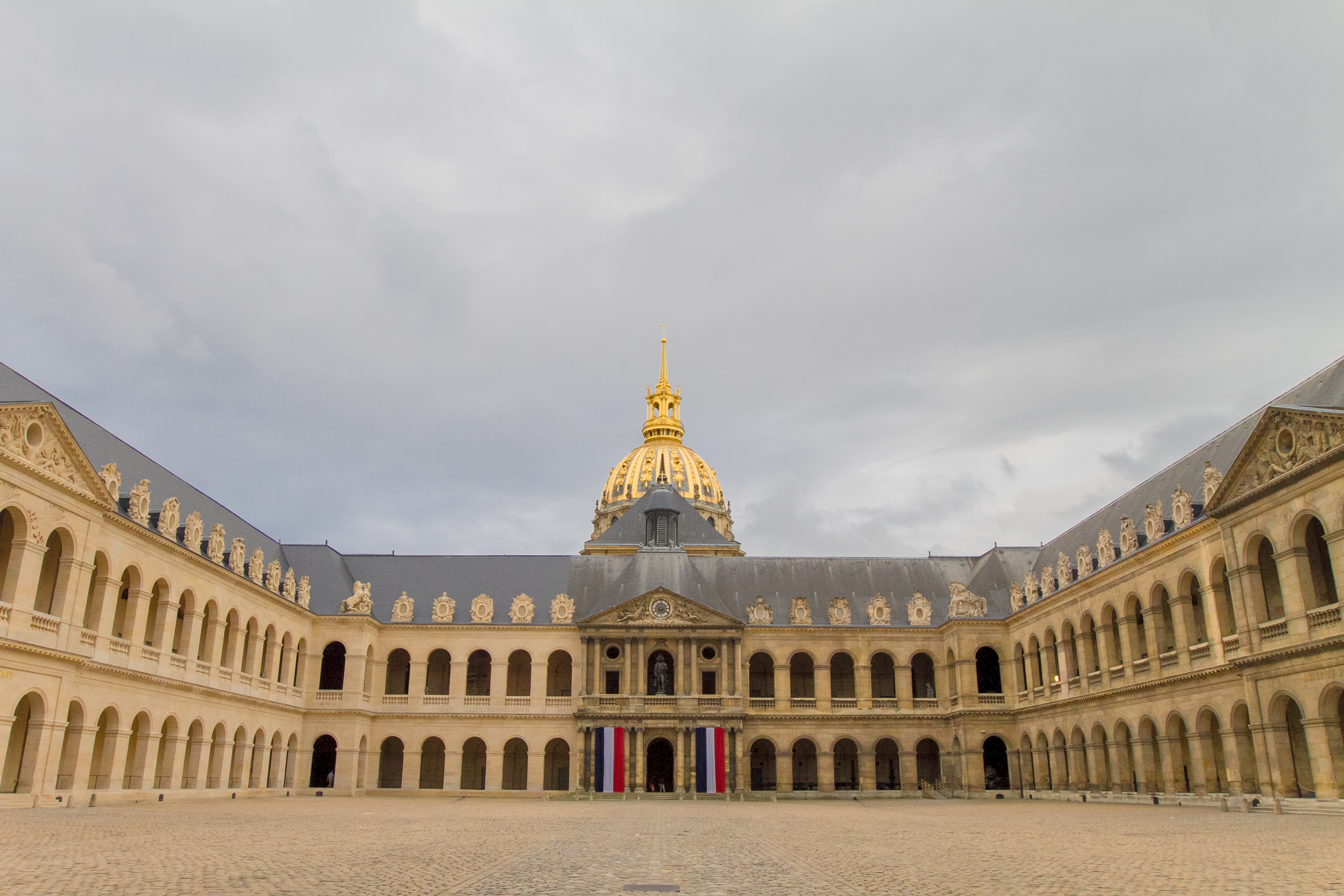
Borggården som vid inkommande statsbesök används för inspektion av hedersvakt från Republikanska gardet.
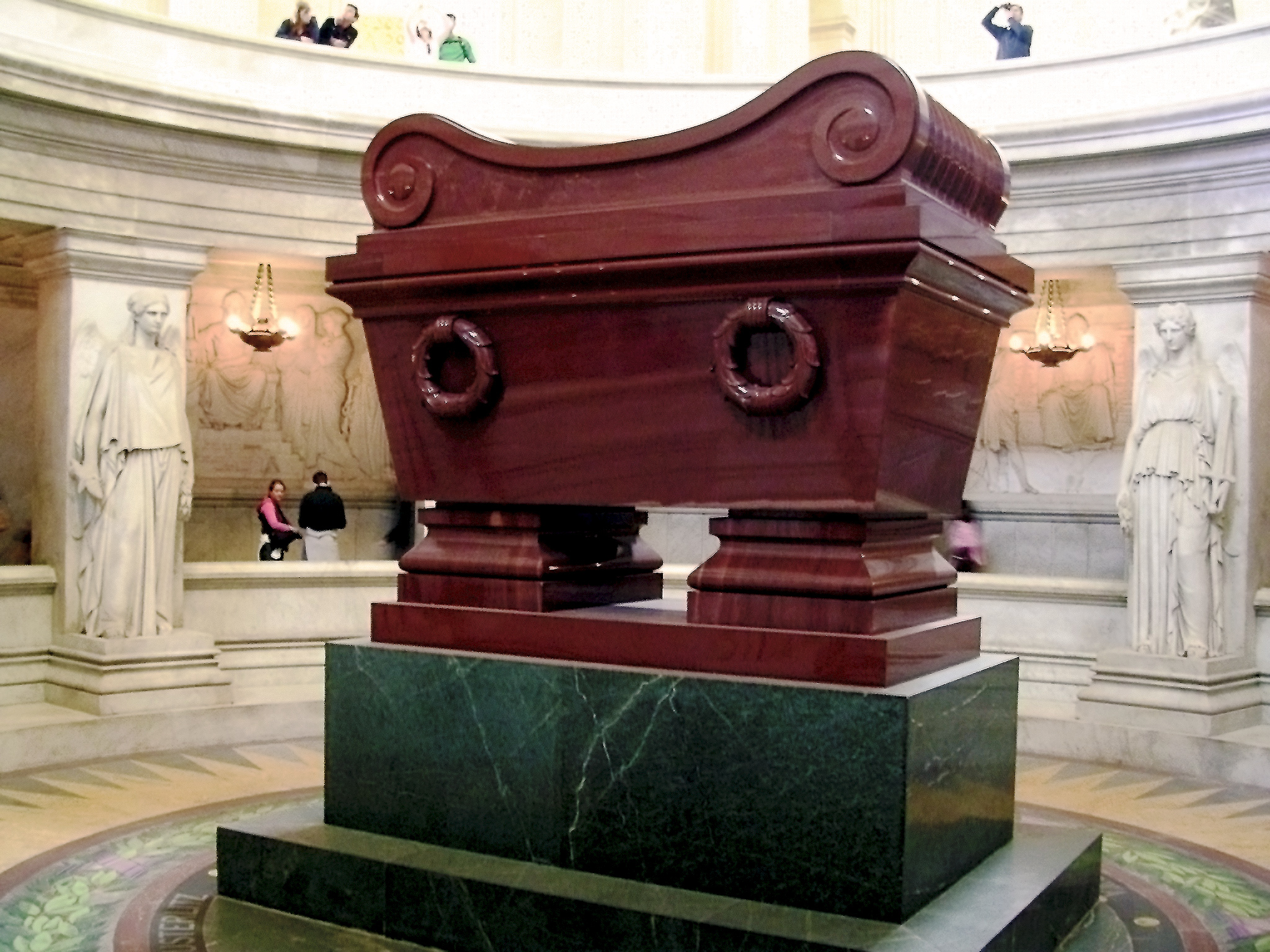
Napoleon I:s sarkofag i porfyr från ryska Karelen.
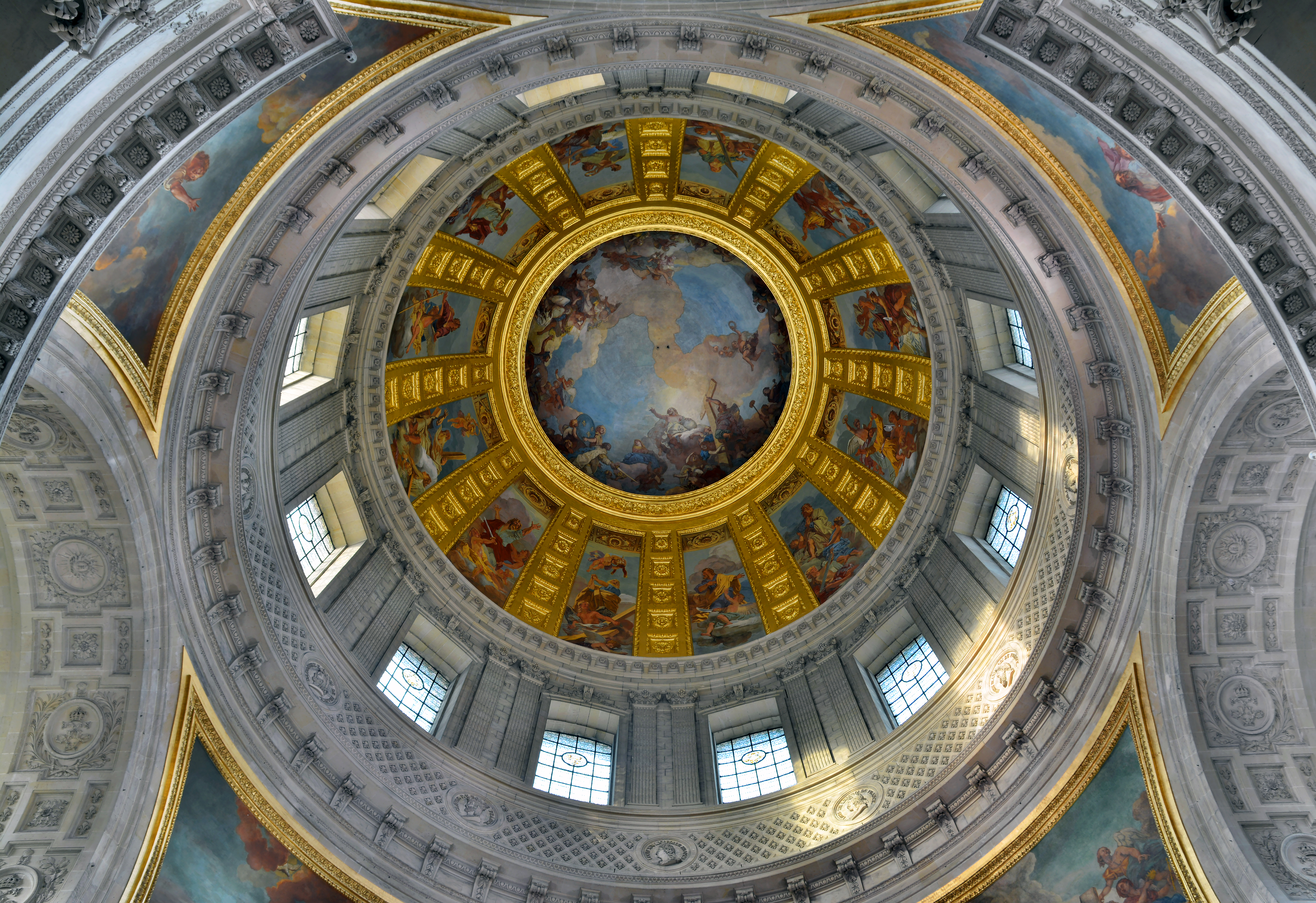
Kupolen över Napoleon I:s grav.